# Оксфорд (Північна Кароліна)
Оксфорд (англ. Oxford) — місто (англ. city) в США, в окрузі Ґранвілл штату Північна Кароліна. Населення — 8628 осіб (2020).

## Географія
Оксфорд розташований за координатами 36°18′57″ пн. ш. 78°35′10″ зх. д. / 36.31583° пн. ш. 78.58611° зх. д. (36.315883, -78.586089).  За даними Бюро перепису населення США в 2010 році місто мало площу 15,67 км², з яких 15,66 км² — суходіл та 0,01 км² — водойми.

## Демографія
Згідно з переписом 2010 року, у місті мешкала 8461 особа в 3410 домогосподарствах у складі 2133 родин. Густота населення становила 540 осіб/км².  Було 3771 помешкання (241/км²).
Расовий склад населення:
| - 55,6 % — чорних або афроамериканців - 38,6 % — білих - 1,1 % — азіатів - 0,4 % — корінних американців - 2,5 % — осіб інших рас |

До двох чи більше рас належало 1,8 %. Частка іспаномовних становила 4,8 % від усіх жителів.
За віковим діапазоном населення розподілялося таким чином: 23,4 % — особи молодші 18 років, 57,2 % — особи у віці 18—64 років, 19,4 % — особи у віці 65 років та старші. Медіана віку мешканця становила 41,4 року. На 100 осіб жіночої статі у місті припадало 79,4 чоловіків;  на 100 жінок у віці від 18 років та старших — 72,7 чоловіків також старших 18 років.
Середній дохід на одне домашнє господарство  становив 51 670 доларів США (медіана — 33 117), а середній дохід на одну сім'ю — 63 039 доларів (медіана — 48 800). Медіана доходів становила 47 716 доларів для чоловіків та 32 158 доларів для жінок. За межею бідності перебувало 26,6 % осіб, у тому числі 35,4 % дітей у віці до 18 років та 23,4 % осіб у віці 65 років та старших.
Цивільне працевлаштоване населення становило 3034 особи. Основні галузі зайнятості: освіта, охорона здоров'я та соціальна допомога — 40,8 %, виробництво — 13,2 %, роздрібна торгівля — 10,7 %.